# Parafia św. Jana Chrzciciela w Pniewie
Parafia pw. św. Jana Chrzciciela w Pniewie - parafia należąca do dekanatu Jastrowie, diecezji koszalińsko-kołobrzeskiej, metropolii szczecińsko-kamieńskiej. Została utworzona 16 maja 1983.

## Miejsca święte

### Kościół parafialny
Kościół pw. św. Jana Chrzciciela w Pniewie
Kościół parafialny został zbudowany w 1842 roku w stylu ryglowym, poświęcony w 1846.

### Kościoły filialne i kaplice
- Kościół pw. Wniebowzięcia Najświętszej Marii Panny w Borucinie
- Kościół pw. Dobrego Pasterza w Ciosańcu